# 도큐 덴엔토시선
덴엔토시 선(일본어: 田園都市線 전원도시선[*])은 일본 도쿄도 시부야구에 있는 시부야역과 가나가와현 야마토시에 있는 주오린칸 역을 잇는 도큐 전철의 철도 노선이다. 도쿄 메트로 도쿄 지하철 한조몬 선 및 도부 철도의 도부 철도 이세사키 선과 직통 운행을 하고 있다.

## 차량
- 2000계(도부 철도와 직결 운행 불가능)
- 5000계
- 6000계(오이마치 선 급행 열차 전동차)
- 8500계(일부 편성은 도부 철도와 직결 운행 불가능)
- 8590계(도부 철도와 직결 운행 불가능)
- 9000계(오이마치 선 운행 전동차)
- 도쿄 메트로 8000계
- 도쿄 메트로 08계
- 도부 철도 30000계
- 도부 철도 50050계

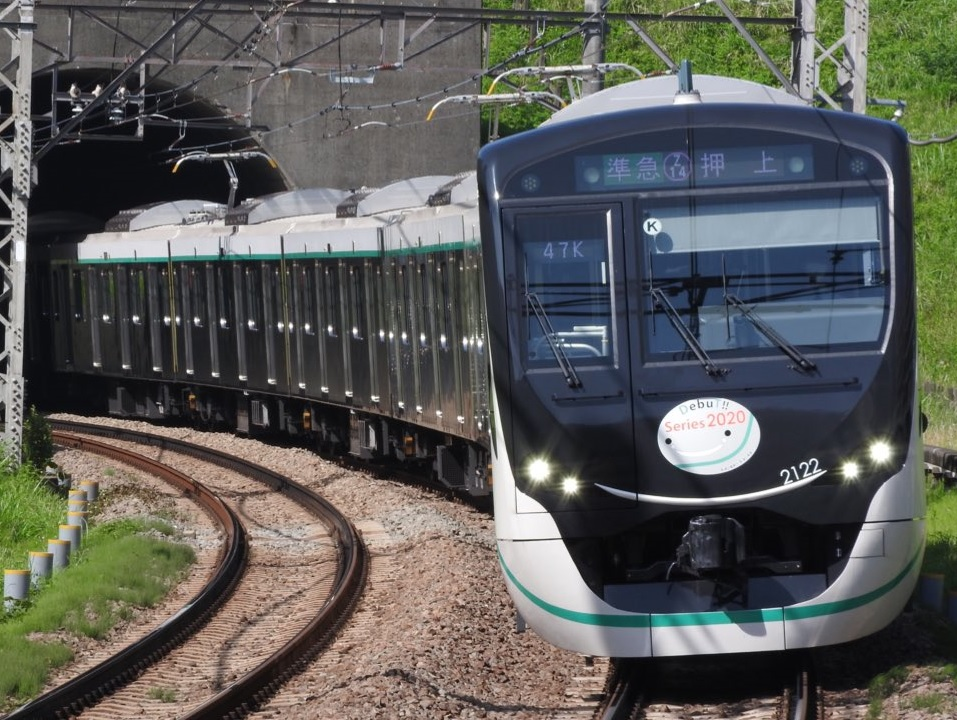
2020계
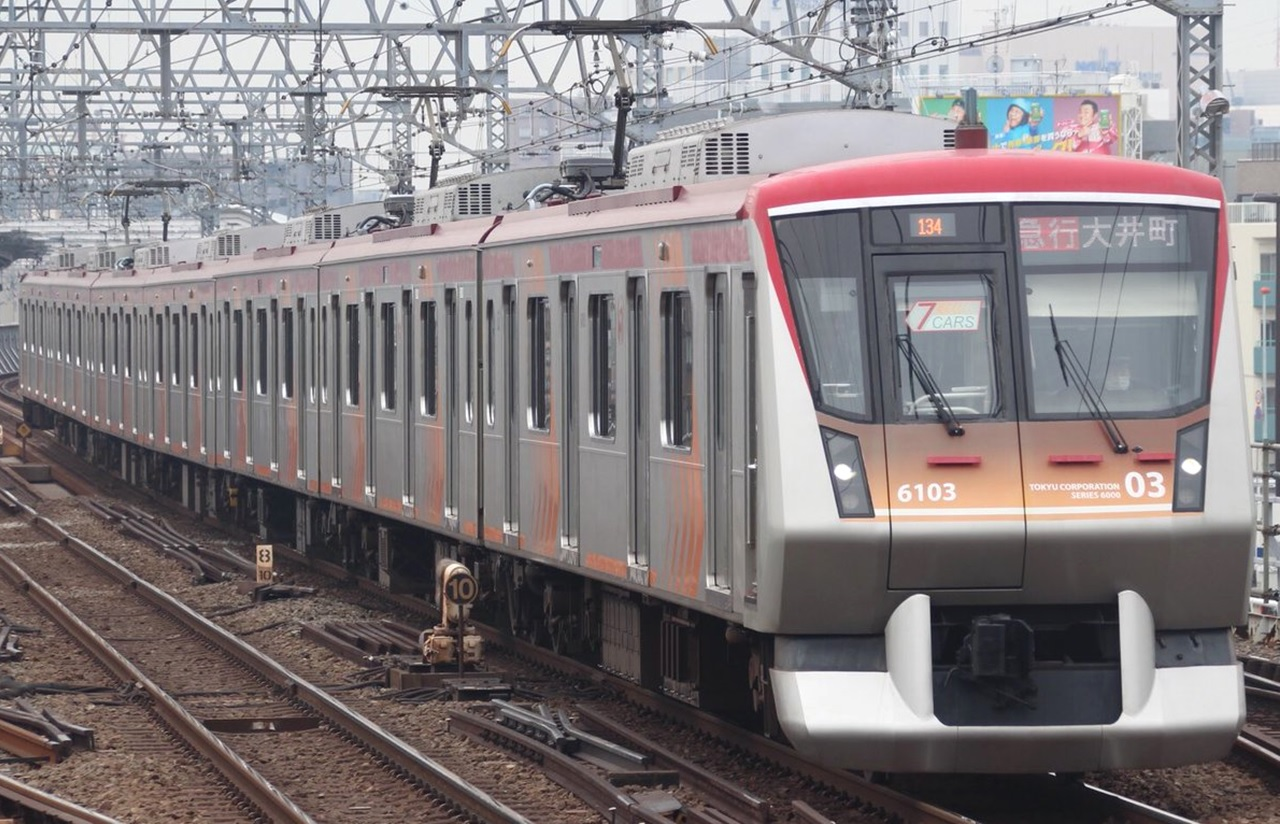
6000계
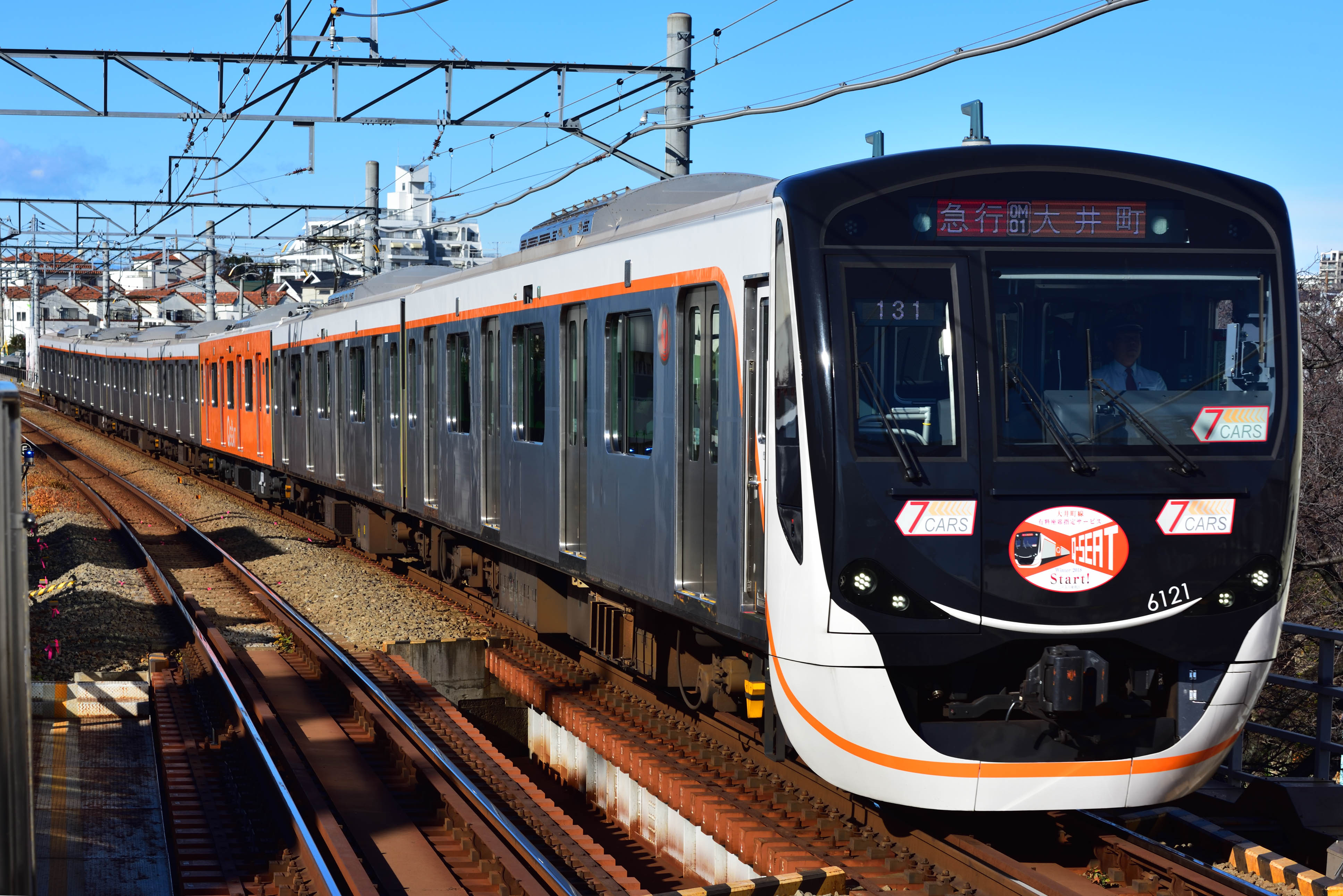
6020계
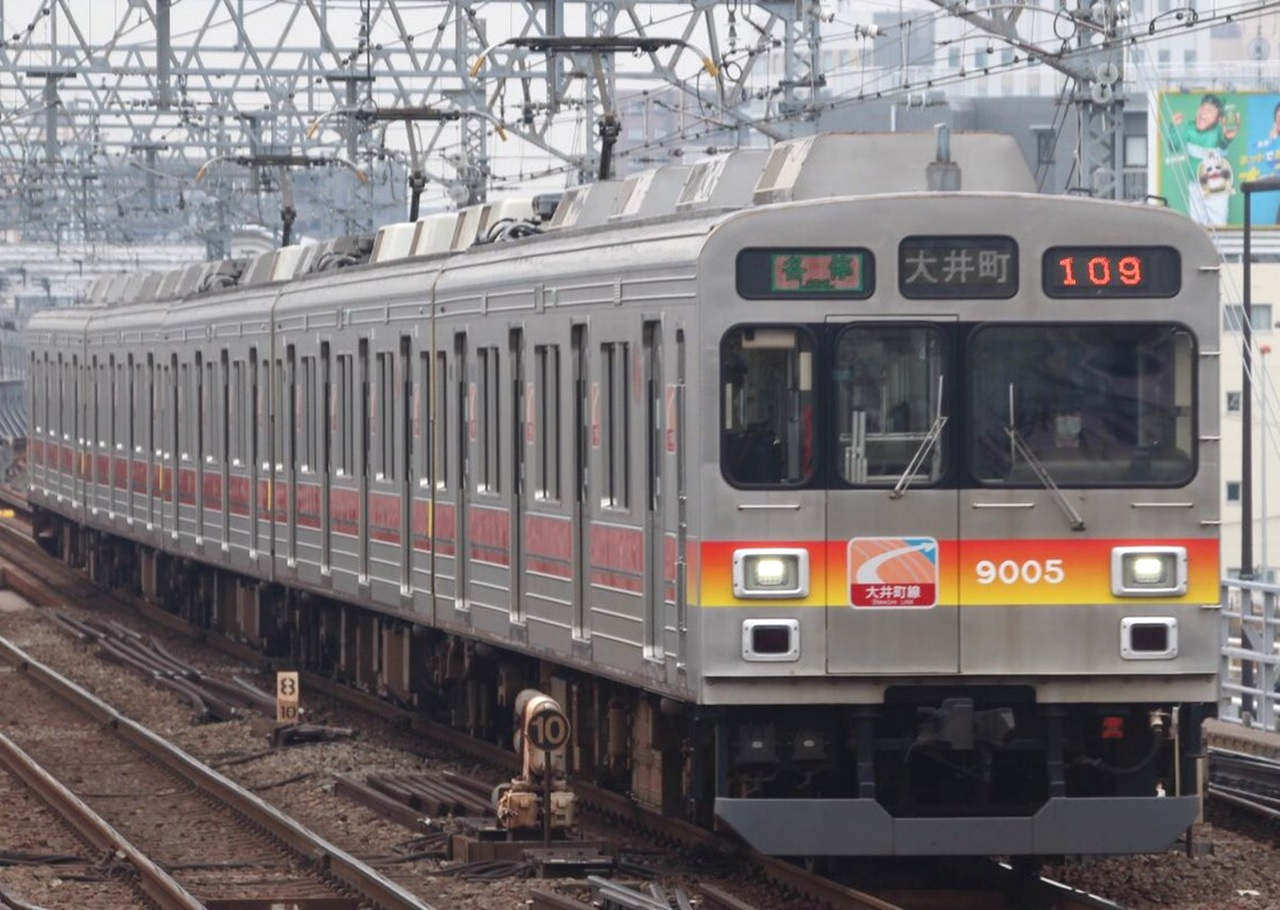
9000계
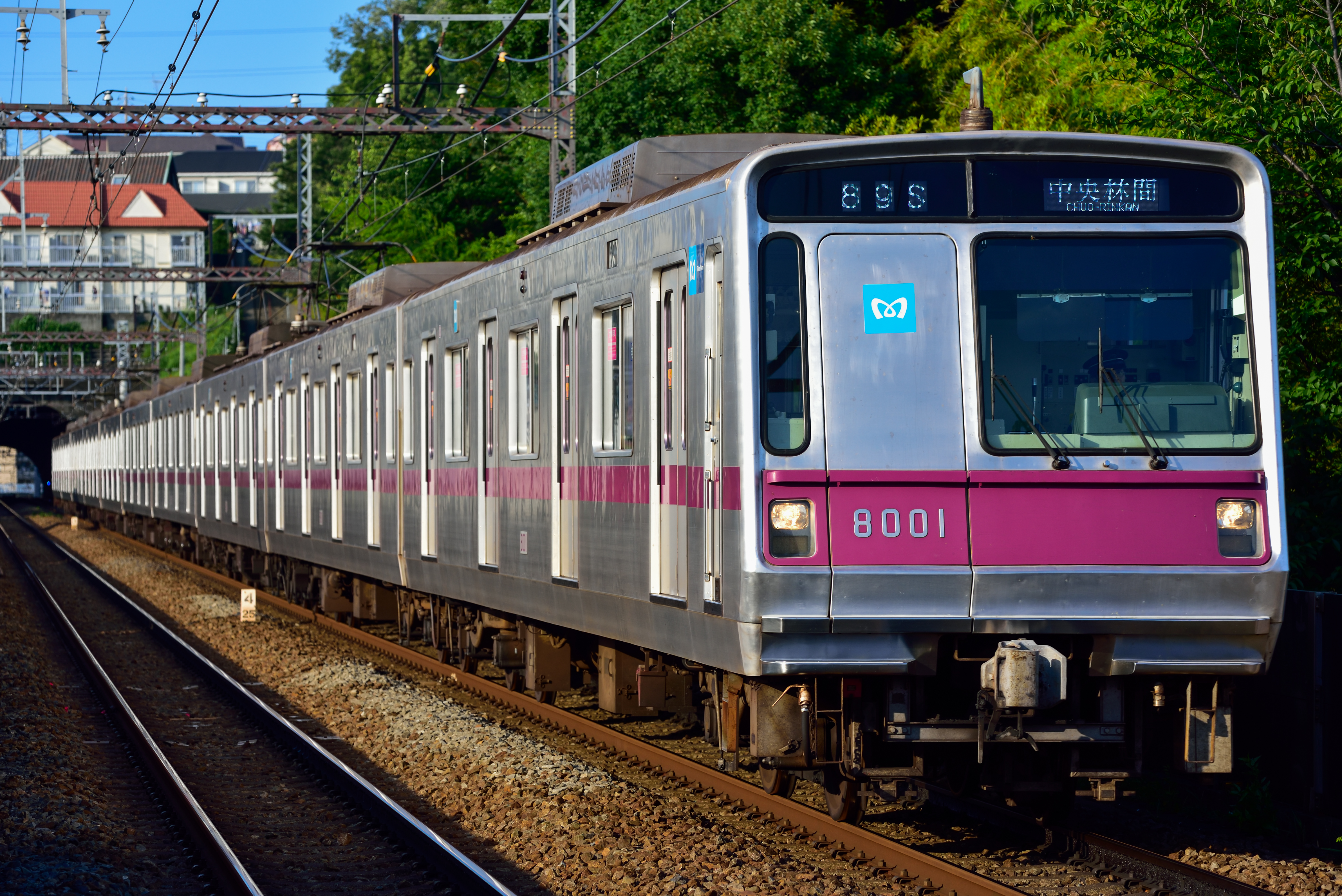
도쿄 메트로 8000계
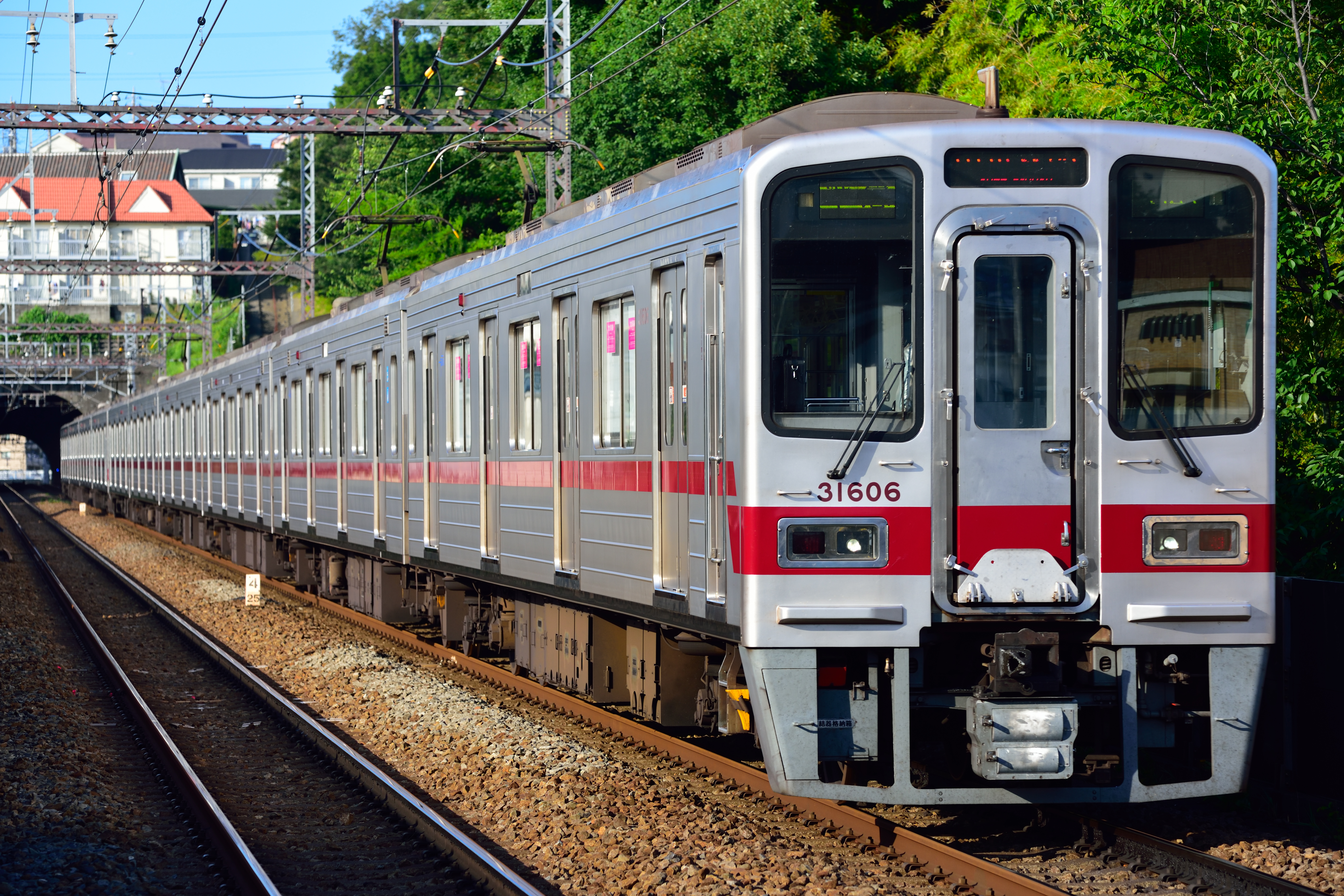
도부 철도 30000계
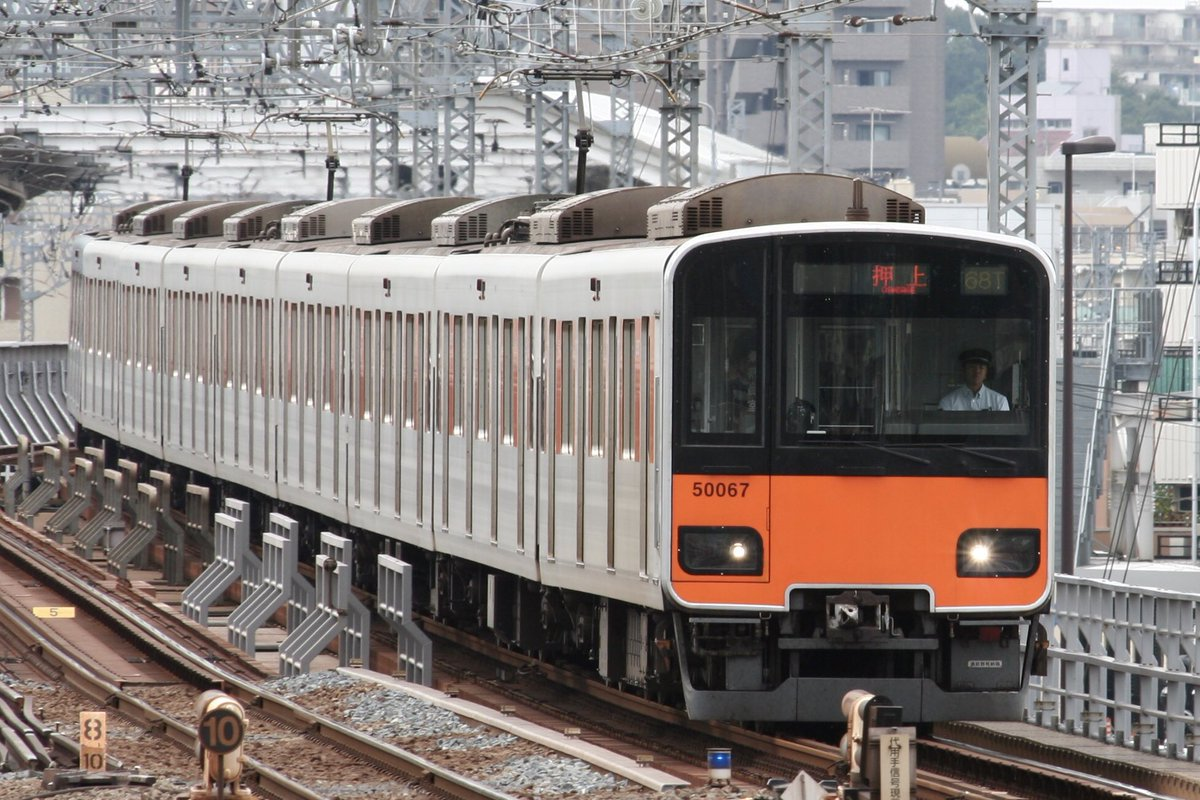
도부 철도 50050계

## 역 목록
| 역 번호 | 역명                                            | 일어 역명                                 | 준 급 | 급 행 | 접속 노선 | 역간 거리 | 누적 거리           | 소재지              | 소재지              | 소재지          |
| ------- | ----------------------------------------------- | ----------------------------------------- | ----- | ----- | --- | --------- | ------------------- | ------------------- | ------------------- | --------------- |
| DT 01   | 시부야                                          | 渋谷                                      | ●     | ●     | 도요코 선 (TY 01) 야마노테 선 (JY 20) 사이쿄 선 (JA 10) 쇼난 신주쿠 라인 (JS 19) 도쿄 지하철 긴자 선 (G-01) 도쿄 지하철 한조몬 선 (Z-01, 직결 운행) 도쿄 지하철 후쿠토신 선 (F-16) 게이오 전철 이노카시라 선 (IN 01) |           | 0.0                 | 도 쿄 도            | 시부야구            | 시부야구        |
| DT 02   | 이케지리오하시 (도호대학의료센터 오하시병원 앞) | 池尻大橋 (東邦大学医療センター大橋病院前) | ●     | │     | | 1.9       | 1.9                 | 도 쿄 도            | 세타가야구          | 세타가야구      |
| DT 03   | 산겐자야 (쇼와여자대학 앞)                      | 三軒茶屋 (昭和女子大学前)                 | ●     | ●     | 세타가야 선 (SG 01) | 1.4       | 3.3                 | 도 쿄 도            | 세타가야구          | 세타가야구      |
| DT 04   | 고마자와다이가쿠                                | 駒沢大学                                  | ●     | │     | | 1.5       | 4.8                 | 도 쿄 도            | 세타가야구          | 세타가야구      |
| DT 05   | 사쿠라신마치 (하세가와 마치코 미술관 앞)        | 桜新町 (長谷川町子美術館前)               | ●     | │     | 1.5 | 6.3       |                     | 도 쿄 도            | 세타가야구          | 세타가야구      |
| DT 06   | 요가 (세타가야 비즈니스 스퀘어 앞)              | 用賀 (世田谷ビジネススクエア前)           | ●     | │     | 1.3 | 7.6       |                     | 도 쿄 도            | 세타가야구          | 세타가야구      |
| DT 07   | 후타코타마가와                                  | 二子玉川                                  | ●     | ●     | 오이마치 선 (OM 15, 공용) | 1.8       | 9.4                 | 도 쿄 도            | 세타가야구          | 세타가야구      |
| DT 08   | 후타코신치                                      | 二子新地                                  | │     | │     | | 0.7       | 10.1                | 가 나 가 와 현      | 가 와 사 키 시      | 다카쓰구        |
| DT 09   | 다카쓰 (데이쿄대학 미조노쿠치병원 앞)           | 高津 (帝京大学溝口病院前)                 | │     | │     | 0.6 | 10.7      |                     | 가 나 가 와 현      | 가 와 사 키 시      | 다카쓰구        |
| DT 10   | 미조노쿠치                                      | 溝の口                                    | ●     | ●     | 오이마치 선 (OM 16, 공용) 난부 선 (무사시미조노쿠치역, JN 10) | 0.7       | 11.4                | 가 나 가 와 현      | 가 와 사 키 시      | 다카쓰구        |
| DT 11   | 가지가야                                        | 梶が谷                                    | │     | │     | | 0.8       | 12.2                | 가 나 가 와 현      | 가 와 사 키 시      | 다카쓰구        |
| DT 12   | 미야자키다이 (전철과 버스 박물관)               | 宮崎台 (電車とバスの博物館)               | │     | │     | 1.5 | 13.7      | 미야마에구          | 가 나 가 와 현      | 가 와 사 키 시      |                 |
| DT 13   | 미야마에다이라                                  | 宮前平                                    | │     | │     | 1.0 | 14.7      | 미야마에구          | 가 나 가 와 현      | 가 와 사 키 시      |                 |
| DT 14   | 사기누마                                        | 鷺沼                                      | ●     | ●     | 1.0 | 15.7      | 미야마에구          | 가 나 가 와 현      | 가 와 사 키 시      |                 |
| DT 15   | 다마 플라자                                     | たまプラーザ                              | ●     | ●     | 1.4 | 17.1      | 요 코 하 마 시      | 가 나 가 와 현      | 아오바구            |                 |
| DT 16   | 아자미노                                        | あざみ野                                  | ●     | ●     | 요코하마시 교통국 지하철 블루 라인 (B 32) | 1.1       | 요 코 하 마 시      | 가 나 가 와 현      | 아오바구            | 18.2            |
| DT 17   | 에다                                            | 江田                                      | │     | │     | | 1.1       | 요 코 하 마 시      | 가 나 가 와 현      | 아오바구            | 19.3            |
| DT 18   | 이치가오                                        | 市が尾                                    | │     | │     | 1.3 | 20.6      | 요 코 하 마 시      | 가 나 가 와 현      | 아오바구            |                 |
| DT 19   | 후지가오카 (쇼와대학 후지가오카 병원 앞)        | 藤が丘 (昭和大学藤が丘病院前)             | │     | │     | 1.5 | 22.1      | 요 코 하 마 시      | 가 나 가 와 현      | 아오바구            |                 |
| DT 20   | 아오바다이                                      | 青葉台                                    | ●     | ●     | 1.0 | 23.1      | 요 코 하 마 시      | 가 나 가 와 현      | 아오바구            |                 |
| DT 21   | 다나                                            | 田奈                                      | │     | │     | 1.4 | 24.5      | 요 코 하 마 시      | 가 나 가 와 현      | 아오바구            |                 |
| DT 22   | 나가쓰타                                        | 長津田                                    | ●     | ●     | 고도모노쿠니 선 (KD 01) 요코하마 선 (JH 21) | 1.1       | 요 코 하 마 시      | 가 나 가 와 현      | 25.6                | 미도리구        |
| DT 23   | 쓰쿠시노                                        | つくし野                                  | ●     | │     | | 1.2       | 26.8                | 도쿄도 마치다시     | 도쿄도 마치다시     | 도쿄도 마치다시 |
| DT 24   | 스즈카케다이                                    | すずかけ台                                | ●     | │     | 1.2 | 28.0      |                     | 도쿄도 마치다시     | 도쿄도 마치다시     | 도쿄도 마치다시 |
| DT 25   | 미나미마치다 그랑베리 파크                      | 南町田グランベリーパーク                  | ●     | ●     | 1.2 | 29.2      |                     | 도쿄도 마치다시     | 도쿄도 마치다시     | 도쿄도 마치다시 |
| DT 26   | 쓰키미노                                        | つきみ野                                  | ●     | │     | 1.1 | 30.3      | 가나가와현 야마토시 | 가나가와현 야마토시 | 가나가와현 야마토시 |                 |
| DT 27   | 주오린칸                                        | 中央林間                                  | ●     | ●     | 오다큐 전철 에노시마 선 (OE 02) | 1.2       | 가나가와현 야마토시 | 가나가와현 야마토시 | 가나가와현 야마토시 | 31.5            |

- 준급 : 준급행 정차역, 급행 : 급행 정차역

※주의
시부야역에서 한조몬 선 및 덴엔토시 선과 긴자 선을 서로 갈아타기 위해서는 반드시 일단 개찰구 바깥으로 나가야 한다. 나갈 때는 반드시 환승을 위해 다른 색(보통 오렌지색)으로 구분된 개찰구를 이용해야 2중으로 표를 구입하는 일을 피할 수 있다. (한조몬 선 · 덴엔토시 선 <-> 긴자 선의 환승은 공식적으로는 같은 홈에서 갈아탈 수 있게 된 다음 역인 오모테산도 역으로 안내되어 있다.) 그 외에 아오야마 1초메 역과 미쓰코시마에 역도 한조몬 선과 긴자 선의 연결 역이나, 아오야마 1초메 역의 경우 갈아타기 위해서는 계단을 이용해야 하고, 미쓰코시마에 역의 경우 일단 개찰구 밖으로 나와 5분 정도 걸어야 한다.